# Gazi (Gemeindebezirk)
Gazi (griechisch Γάζι) ist ein Gemeindebezirk der Gemeinde Malevizi auf der griechischen Insel Kreta um die Kleinstadt Gazi.
Gazi wurde 1963 als Landgemeinde (kinotita) anerkannt und 1997 nach der Eingemeindung zahlreicher Nachbarorte zur Stadtgemeinde (dimos) erhoben. Zum 1. Januar 2011 wurde Gazi auf Grund des Kallikratis-Gesetzes aus dem Jahr 2010 mit den Gemeinden Krousonas und Tylisos zur neuen Gemeinde Malevizi zusammengeschlossen, wo es seither einen Gemeindebezirk bildet.